# Hugo Martín Cuervo
Hugo Martín Cuervo (Gijón, Astúries, 24 de novembre de 1987), és un actor, cantant, guionista i director de cinema espanyol.
Fill d'un tècnic de cinema i d'una hostessa de vol, ha viscut sempre en Madrid, de fet en algunes entrevistes i ressenyes figura com a madrileny i en altres com a xixonès. Martín Cuervo va créixer entre decorats i calaixos de càmera en els rodatges del seu pare, instaurant-se en ell una afició molt primerenca pel cinematogràfic. Va ser actor i model infantil entre els 6 i els 10, apareixent en sèries amb papers episòdics o en catàlegs de moda per a nens. Va dirigir el seu primer curtmetratge amateur amb 17 anys, en format digital i amb els seus companys del col·legi. Va aconseguir l'accés a la RESAD en l'apartat de dramatúrgia en el 2006, carrera que no va acabar, i simultàniament va cursar interpretació a l'escola de Juan Carlos Corazza. Va ser nominat al Goya el 2009, sent el curtmetratgista més jove en aconseguir-ho. El 2012 va treure el seu primer disc "Batalla" de la mà d'EMI sota l'alter-ego de Sethler.

## Carrera cinematogràfica
A l'hivern de 2006, amb només 19 anys, escriu "Final", el que fet i fet seria el seu primer curtmetratge, protagonitzat per Imanol Arias i Manuela Paso. Rodat en el 2007 es va estrenar en la SEMINCI i va guanyar el premi del públic al millor curtmetratge espanyol. A la fi de 2008 va ser nominat al Goya al millor curtmetratge de ficció.
A principis d'aquest mateix any va rodar "Abandonao" dins de la marató Avid de curts de la Setmana de Cinema de Medina del Campo, havent de ser rodat aquest en 30 hores i muntat en d'altres. Actuava ell mateix i la idea va ser, com manava el concurs, desenvolupada sobre la marxa. Va guanyar el primer premi d'aquesta marató.
També el 2008 va dirigir "Último minuto", una història sobre la violència domèstica amb Chema Muñoz i Joel Gómez.
El 2009 roda el seu tercer curt en cinema, que tanca la seva trilogia sobre els pares i els fills: "La vida que me queda", amb Javier Pereira, la peculiar història d'un jove amb síndrome d'Asperger que literalitza la frase de la seva mare que té 7 vides com els gats. S'estrena el 2010 en la XII Mostra de Curtmetratges de la Comunitat de Madrid.
També estrena el 2010 "Pluriempleo", una altra comèdia en vídeo fruit d'una altra marató, aquesta vegada impulsada pel Ministeri de Treball.
El 2011 veu la llum "Someone like you" amb Willy Toledo i Sancho Gracia.

## Filmografia com a director
- 2005 - Mirar atrás (curtmetratge)
- 2008 - Final (curtmetratge)
- 2008 - Abandonao (curtmetratge)
- 2009 - Último minuto (curtmetratge)
- 2010 - Pluriempleo (curtmetratge)
- 2010 - La vida que me queda (curtmetratge)
- 2011 - Someone like you (curtmetratge)

## Premis
Premis Goya
| Any  | Categoria           | Pel·lícula | Resultat |
| ---- | ------------------- | ---------- | -------- |
| 2009 | Millor curtmetratge | Final      | Candidat |

El 2008 el seu primer curt Final rep el premi del públic al millor curt espanyol en la Seminci, el premi al millor curt jove en el festival DUNES, el premi TELEMADRID/Laotra com a finalista en la X mostra de curtmetratges de la Comunitat de Madrid.
El 2008 Abandonao aconsegueix el primer premi de la marató Avid de la Setmana de Cinema de Medina del Campo.
El 2009 rep el premi TELEMADRID/La Otra com a finalista en la XI mostra de curtmetratges de la Comunitat de Madrid pel seu treball Último minuto.